# 夏州
夏州（かしゅう）は、中国にかつて存在した州。南北朝時代から元代にかけて、現在の陝西省楡林市一帯に設置された。

## 魏晋南北朝時代
427年（始光4年）、北魏が夏の統万城を平定すると、その地に統万鎮を置かれた。487年（太和11年）、統万鎮が夏州と改められた。夏州は化政郡・闡熙郡・金明郡・代名郡の4郡9県を管轄した。
北魏の末年、夏州は宇文泰の根拠地とされた。

## 隋代
隋初には、夏州は2郡5県を管轄した。583年（開皇3年）、金明郡が延州に移管された。隋が郡制を廃すると、夏州の属郡の弘化郡は廃止された。606年（大業2年）に長州を統合し、夏州は5県を管轄した。607年（大業3年）、郡制施行に伴い朔方郡と改称され、下部に3県を管轄した。隋代の行政区分に関しては下表を参照。
| 州 | 夏州          | 夏州                 | 長州   | 長州          | 郡 | 朔方郡               |
| 郡 | 弘化郡        | 金明郡               | 大安郡 | 闡熙郡        | 県 | 巌緑県 寧朔県 長沢県 |
| 県 | 巌緑県 寧朔県 | 広洛県 永豊県 啓寧県 | 長沢県 | 山鹿県 新囶県 | 県 | 巌緑県 寧朔県 長沢県 |

## 唐代
618年（武徳元年）、唐により朔方郡は夏州と改められた。742年（天宝元年）、夏州は朔方郡と改称された。758年（乾元元年）、朔方郡は夏州と改称された。夏州は朔方・徳静・寧朔・長沢の4県を管轄した。

## 宋代以降
北宋のとき、夏州は李継遷の根拠地とされたが、李元昊が西夏を建国すると、首都は興慶府に移された。
元のとき、夏州は廃止された。